# Philopterus rapax
Philopterus rapax är en insektsart som först beskrevs av Zlotorzycka 1964.  Philopterus rapax ingår i släktet fjäderlingar, och familjen fjäderlöss. Arten är reproducerande i Sverige.